# پرچم جزیره من
پرچم جزیره من برای اولین بار در اول دسامبر ۱۹۳۲ به رسمیت شناخته شد. این پرچم به عنوان پرچم غیرنظامی و پرچم استان شناخته می‌شود و همچنین دارای تناسب ۱:۲ می‌باشد. زمینه این پرچم قرمز است.

## نگارخانه

Standard of the Lieutenant Governor
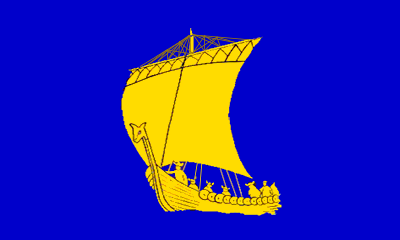
Flag of Tynwald
Civil Ensign of the Isle of Man
Flag of the Civil Defence Service